# 孔雀劇院
34°02′40″N 118°16′00″W / 34.04444°N 118.26667°W
孔雀劇院（前身為諾基亞劇院和微軟劇院）是位於加利福尼亞州洛杉磯市中心活力洛城的音樂和戲劇表演場地。劇院可容納7,100個座位，並擁有美國最大的室內舞台之一。

## 歷史
該劇院於2002年受安舒茨娛樂集團委託，由加州柏克萊的ELS建築與都市設計設計。它於2007年10 月18日啟用，舉辦了六場演唱會，其中包括老鷹樂團和狄克西女子合唱團

## 命名歷史
- 諾基亞劇院（2007年10月17日至2015年6月6日）[3]
- 微軟劇院（2015年6月7日至2023年7月10日）[4]
- 孔雀劇院（2023年7月11日至今）[5]

## 外部連結
维基共享资源上的相關多媒體資源：孔雀劇院